# Championnat panaméricain masculin de handball 2018
Navigation
Argentine 2016
Le championnat panaméricain de handball masculin 2018 est la 17e édition de la compétition. Il se déroule du 18 au 24 juin 2018 à Nuuk au Groenland, qui l'organise pour la première fois. C'est une compétition organisée par la Fédération panaméricaine de handball et qui réunit les meilleures sélections nationales américaines. À noter qu'il s'agit de la dernière édition de la compétition puisque la Fédération panaméricaine de handball a été séparée en deux et ainsi, deux compétitions lui ont succédé en 2020 : le Championnat d'Amérique du Nord et Caraïbes et le Championnat d'Amérique du Sud et centrale
L'Argentine remporte cette dernière édition en s'imposant en finale face au Brésil 29 à 24. Ces deux équipes et le Chili, troisième, sont qualifiés pour le championnat du monde 2019.

## Présentation

### Qualification
| Motif de qualification                         | Places | Qualifiés                          |
| ---------------------------------------------- | ------ | ---------------------------------- |
| Pays organisateur                              | 1      | Groenland                          |
| Podium de l'édition 2016                       | 3      | Brésil, Chili, Argentine           |
| Jeux d'Amérique centrale (en)                  | 1      | Guatemala                          |
| Tournoi de qualification d'Amérique du Sud     | 4      | Colombie, Paraguay, Pérou, Uruguay |
| Championnat d'Amérique du Nord et des Caraïbes | 3      | Cuba, Canada, Porto Rico           |

### Tirage au sort
Le tirage au sort a eu lieu le 14 avril 2018 a Buenos Aires en Argentine.

## Tour préliminaire
Lors de ce tour, les équipes sont réparties dans 2 groupes de 6 équipes. Les 2 premiers sont qualifiés pour les demi-finales et les 4 derniers jouent les matchs de classement.

### Groupe A
|   | Équipe     | Pts | J | G | N | P | Bp  | Bc  | Diff |
| - | ---------- | --- | - | - | - | - | --- | --- | ---- |
| 1 | Argentine  | 8   | 4 | 4 | 0 | 0 | 164 | 54  | 110  |
| 2 | Chili      | 6   | 4 | 3 | 0 | 1 | 126 | 77  | 49   |
| 3 | Porto Rico | 4   | 4 | 2 | 0 | 2 | 76  | 96  | -20  |
| 4 | Guatemala  | 2   | 4 | 1 | 0 | 3 | 66  | 97  | -31  |
| 5 | Pérou      | 0   | 4 | 0 | 0 | 4 | 72  | 135 | -63  |
| 6 | Cuba       | 0   | 0 | 0 | 0 | 0 | 0   | 0   |      |

| 16 juin 2018 14h00 | Argentine     | 48 – 8   | Pérou      | Inussivik, Nuuk Affluence : 344 Arbitrage : Alaufsen, Sørensen |
| 16 juin 2018 14h00 | I. Pizarro 13 | (24 – 4) | Gutelius 3 | Inussivik, Nuuk Affluence : 344 Arbitrage : Alaufsen, Sørensen |
| 16 juin 2018 14h00 | ×2            | Rapport  | ×1         | Inussivik, Nuuk Affluence : 344 Arbitrage : Alaufsen, Sørensen |

| 16 juin 2018 18h00 | Chili        | 33 – 26   | Porto Rico | Inussivik, Nuuk Affluence : 600 Arbitrage : Sosa, Lemes |
| 16 juin 2018 18h00 | R. Salinas 8 | (18 – 14) | Nazario 9  | Inussivik, Nuuk Affluence : 600 Arbitrage : Sosa, Lemes |
| 16 juin 2018 18h00 | ×1 ×4        | Rapport   | ×4 ×1      | Inussivik, Nuuk Affluence : 600 Arbitrage : Sosa, Lemes |

| 17 juin 2018 14h00 | Porto Rico | 18 – 42   | Argentine    | Inussivik, Nuuk Affluence : 230 Arbitrage : Rocha, Magalhães |
| 17 juin 2018 14h00 | Hiraldo 6  | (11 – 23) | I. Pizarro 7 | Inussivik, Nuuk Affluence : 230 Arbitrage : Rocha, Magalhães |
| 17 juin 2018 14h00 | ×1 ×3      | Rapport   | ×2 ×4        | Inussivik, Nuuk Affluence : 230 Arbitrage : Rocha, Magalhães |

| 17 juin 2018 18h00 | Guatemala | 14 – 39  | Chili   | Inussivik, Nuuk Affluence : 200 Arbitrage : López, Lenci |
| 17 juin 2018 18h00 | Herrera 6 | (7 – 17) | Ayala 7 | Inussivik, Nuuk Affluence : 200 Arbitrage : López, Lenci |
| 17 juin 2018 18h00 | ×1 ×2     | Rapport  | ×1 ×4   | Inussivik, Nuuk Affluence : 200 Arbitrage : López, Lenci |

| 18 juin 2018 14h00 | Porto Rico           | 32 – 21   | Guatemala | Inussivik, Nuuk Affluence : 130 Arbitrage : Meneses, Pinto |
| 18 juin 2018 14h00 | Gutiérrez, Nazario 8 | (14 – 10) | Herrera 8 | Inussivik, Nuuk Affluence : 130 Arbitrage : Meneses, Pinto |
| 18 juin 2018 14h00 | ×2 ×6                | Rapport   | ×1        | Inussivik, Nuuk Affluence : 130 Arbitrage : Meneses, Pinto |

| 18 juin 2018 18h00 | Chili            | 36 – 13  | Pérou   | Inussivik, Nuuk Affluence : 290 Arbitrage : Rocha, Magalhães |
| 18 juin 2018 18h00 | Er. Feuchtmann 7 | (18 – 6) | Vélez 4 | Inussivik, Nuuk Affluence : 290 Arbitrage : Rocha, Magalhães |
| 18 juin 2018 18h00 | ×2 ×6            | Rapport  | ×1      | Inussivik, Nuuk Affluence : 290 Arbitrage : Rocha, Magalhães |

| 20 juin 2018 10h00 | Argentine     | 54 – 10  | Guatemala | Inussivik, Nuuk Affluence : 100 Arbitrage : Meneses, Pinto |
| 20 juin 2018 10h00 | F. Pizarro 13 | (29 – 4) | García 3  | Inussivik, Nuuk Affluence : 100 Arbitrage : Meneses, Pinto |
| 20 juin 2018 10h00 | ×2            | Rapport  | ×2        | Inussivik, Nuuk Affluence : 100 Arbitrage : Meneses, Pinto |

| 20 juin 2018 14h00 | Pérou             | 25 – 30   | Porto Rico | Inussivik, Nuuk Arbitrage : Alaufsen, Sørensen |
| 20 juin 2018 14h00 | Camborda, López 5 | (13 – 16) | Hiraldo 6  | Inussivik, Nuuk Arbitrage : Alaufsen, Sørensen |
| 20 juin 2018 14h00 | ×3 ×2             | Rapport   | ×2 ×3      | Inussivik, Nuuk Arbitrage : Alaufsen, Sørensen |

| 21 juin 2018 10h00 | Guatemala               | 31 – 26   | Pérou      | Inussivik, Nuuk Affluence : 90 Arbitrage : Rocha, Magalhães |
| 21 juin 2018 10h00 | Martínez, M. Morales 10 | (16 – 10) | Gutelius 7 | Inussivik, Nuuk Affluence : 90 Arbitrage : Rocha, Magalhães |
| 21 juin 2018 10h00 | ×1 ×4                   | Rapport   | ×4 ×5      | Inussivik, Nuuk Affluence : 90 Arbitrage : Rocha, Magalhães |

| 21 juin 2018 18h00 | Chili            | 18 – 24  | Argentine      | Inussivik, Nuuk Affluence : 1 760 Arbitrage : Lah, Sok |
| 21 juin 2018 18h00 | Er. Feuchtmann 8 | (9 – 10) | F. Fernández 7 | Inussivik, Nuuk Affluence : 1 760 Arbitrage : Lah, Sok |
| 21 juin 2018 18h00 | ×4               | Rapport  | ×3 ×7          | Inussivik, Nuuk Affluence : 1 760 Arbitrage : Lah, Sok |

### Groupe B
|   | Équipe    | Pts | J | G | N | P | Bp  | Bc  | Diff |
| - | --------- | --- | - | - | - | - | --- | --- | ---- |
| 1 | Brésil    | 10  | 5 | 5 | 0 | 0 | 195 | 96  | 99   |
| 2 | Groenland | 8   | 5 | 4 | 0 | 1 | 159 | 131 | 28   |
| 3 | Uruguay   | 6   | 5 | 3 | 0 | 2 | 136 | 137 | -1   |
| 4 | Canada    | 4   | 5 | 2 | 0 | 3 | 132 | 166 | -34  |
| 5 | Colombie  | 2   | 5 | 1 | 0 | 4 | 116 | 150 | -34  |
| 6 | Paraguay  | 0   | 5 | 0 | 0 | 5 | 104 | 156 | -52  |

| 16 juin 2018 12h00 | Uruguay | 34 – 25   | Paraguay  | Inussivik, Nuuk Affluence : 222 Arbitrage : López, Lenci |
| 16 juin 2018 12h00 | Fabra 8 | (18 – 12) | Mendoza 6 | Inussivik, Nuuk Affluence : 222 Arbitrage : López, Lenci |
| 16 juin 2018 12h00 | ×2      | Rapport   | ×2 ×4     | Inussivik, Nuuk Affluence : 222 Arbitrage : López, Lenci |

| 16 juin 2018 16h00 | Brésil    | 42 – 13 | Canada            | Inussivik, Nuuk Affluence : 289 Arbitrage : Gubica, Milošević |
| 16 juin 2018 16h00 | Chiuffa 8 | (21–6)  | Mercier, Touzel 3 | Inussivik, Nuuk Affluence : 289 Arbitrage : Gubica, Milošević |
| 16 juin 2018 16h00 | ×3        | Rapport | ×2                | Inussivik, Nuuk Affluence : 289 Arbitrage : Gubica, Milošević |

| 16 juin 2018 20h30 | Groenland               | 35 – 24   | Colombie      | Inussivik, Nuuk Affluence : 1 900 Arbitrage : Lah, Sok |
| 16 juin 2018 20h30 | Høegh, Ak. Kreutzmann 6 | (18 – 11) | S. Restrepo 9 | Inussivik, Nuuk Affluence : 1 900 Arbitrage : Lah, Sok |
| 16 juin 2018 20h30 | ×3 ×6                   | Rapport   | ×2 ×4 ×1      | Inussivik, Nuuk Affluence : 1 900 Arbitrage : Lah, Sok |

| 17 juin 2018 12h00 | Canada    | 24 – 26  | Uruguay    | Inussivik, Nuuk Affluence : 100 Arbitrage : Lah, Sok |
| 17 juin 2018 12h00 | Fischer 6 | (8 – 14) | Rostagno 6 | Inussivik, Nuuk Affluence : 100 Arbitrage : Lah, Sok |
| 17 juin 2018 12h00 | ×2 ×4     | Rapport  | ×2 ×4      | Inussivik, Nuuk Affluence : 100 Arbitrage : Lah, Sok |

| 17 juin 2018 16h00 | Colombie      | 22 – 42   | Brésil   | Inussivik, Nuuk Affluence : 247 Arbitrage : Sosa, Lemes |
| 17 juin 2018 16h00 | S. Restrepo 9 | (11 – 18) | Borges 7 | Inussivik, Nuuk Affluence : 247 Arbitrage : Sosa, Lemes |
| 17 juin 2018 16h00 | ×6            | Rapport   | ×1 ×5    | Inussivik, Nuuk Affluence : 247 Arbitrage : Sosa, Lemes |

| 17 juin 2018 20h00 | Paraguay    | 22 – 35   | Groenland  | Inussivik, Nuuk Affluence : 933 Arbitrage : Menezes, Pinto |
| 17 juin 2018 20h00 | Melgarejo 6 | (13 – 17) | Heilmann 7 | Inussivik, Nuuk Affluence : 933 Arbitrage : Menezes, Pinto |
| 17 juin 2018 20h00 | ×1 ×4 ×1    | Rapport   | ×3         | Inussivik, Nuuk Affluence : 933 Arbitrage : Menezes, Pinto |

| 18 juin 2018 12h00 | Canada    | 25 – 24   | Colombie    | Inussivik, Nuuk Affluence : 120 Arbitrage : López, Lenci |
| 18 juin 2018 12h00 | Mercier 8 | (11 – 11) | Mosquera 11 | Inussivik, Nuuk Affluence : 120 Arbitrage : López, Lenci |
| 18 juin 2018 12h00 | ×2 ×8     | Rapport   | ×2 ×8       | Inussivik, Nuuk Affluence : 120 Arbitrage : López, Lenci |

| 18 juin 2018 16h00 | Brésil    | 40 – 14  | Paraguay  | Inussivik, Nuuk Affluence : 140 Arbitrage : Sosa, Lemes |
| 18 juin 2018 16h00 | Chiuffa 9 | (18 – 6) | Mendoza 4 | Inussivik, Nuuk Affluence : 140 Arbitrage : Sosa, Lemes |
| 18 juin 2018 16h00 | ×3 ×4     | Rapport  | ×1        | Inussivik, Nuuk Affluence : 140 Arbitrage : Sosa, Lemes |

| 18 juin 2018 20h00 | Uruguay | 29 – 31   | Groenland | Inussivik, Nuuk Affluence : 1 920 Arbitrage : Gubica, Milošević |
| 18 juin 2018 20h00 | Fabra 6 | (14 – 17) | Høegh 7   | Inussivik, Nuuk Affluence : 1 920 Arbitrage : Gubica, Milošević |
| 18 juin 2018 20h00 | ×1 ×3   | Rapport   | ×2 ×7 ×1  | Inussivik, Nuuk Affluence : 1 920 Arbitrage : Gubica, Milošević |

| 20 juin 2018 12h00 | Paraguay   | 21 – 25  | Canada          | Inussivik, Nuuk Affluence : 200 Arbitrage : López, Lenci |
| 20 juin 2018 12h00 | V. Pérez 5 | (9 – 12) | trois joueurs 4 | Inussivik, Nuuk Affluence : 200 Arbitrage : López, Lenci |
| 20 juin 2018 12h00 | ×3 ×7 ×1   | Rapport  | ×1 ×6 ×1        | Inussivik, Nuuk Affluence : 200 Arbitrage : López, Lenci |

| 20 juin 2018 16h00 | Uruguay    | 26 – 22   | Colombie  | Inussivik, Nuuk Affluence : 219 Arbitrage : Rocha, Magalhães |
| 20 juin 2018 16h00 | Chaparro 5 | (13 – 12) | Cardona 5 | Inussivik, Nuuk Affluence : 219 Arbitrage : Rocha, Magalhães |
| 20 juin 2018 16h00 | ×2 ×4      | Rapport   | ×2 ×7 ×1  | Inussivik, Nuuk Affluence : 219 Arbitrage : Rocha, Magalhães |

| 20 juin 2018 20h00 | Groenland | 26 – 36   | Brésil    | Inussivik, Nuuk Affluence : 2 150 Arbitrage : Sosa, Lemes |
| 20 juin 2018 20h00 | Høegh 8   | (11 – 21) | Chiuffa 7 | Inussivik, Nuuk Affluence : 2 150 Arbitrage : Sosa, Lemes |
| 20 juin 2018 20h00 | ×5 ×1     | Rapport   | ×2        | Inussivik, Nuuk Affluence : 2 150 Arbitrage : Sosa, Lemes |

| 21 juin 2018 12h00 | Colombie      | 24 – 22   | Paraguay  | Inussivik, Nuuk Affluence : 150 Arbitrage : Meneses, Pinto |
| 21 juin 2018 12h00 | S. Restrepo 7 | (11 – 12) | Garcete 6 | Inussivik, Nuuk Affluence : 150 Arbitrage : Meneses, Pinto |
| 21 juin 2018 12h00 | ×2 ×6         | Rapport   | ×3 ×7     | Inussivik, Nuuk Affluence : 150 Arbitrage : Meneses, Pinto |

| 21 juin 2018 16h00 | Brésil    | 35 – 21  | Uruguay | Inussivik, Nuuk Affluence : 300 Arbitrage : Gubica, Milošević |
| 21 juin 2018 16h00 | Chiuffa 7 | (20 – 8) | Fabra 7 | Inussivik, Nuuk Affluence : 300 Arbitrage : Gubica, Milošević |
| 21 juin 2018 16h00 |           | Rapport  | ×2 ×1   | Inussivik, Nuuk Affluence : 300 Arbitrage : Gubica, Milošević |

| 21 juin 2018 20h00 | Groenland   | 32 – 20  | Canada   | Inussivik, Nuuk Affluence : 2 200 Arbitrage : López, Lenci |
| 21 juin 2018 20h00 | Sandgreen 8 | (15 – 9) | Touzel 6 | Inussivik, Nuuk Affluence : 2 200 Arbitrage : López, Lenci |
| 21 juin 2018 20h00 | ×2 ×4       | Rapport  | ×2 ×4 ×1 | Inussivik, Nuuk Affluence : 2 200 Arbitrage : López, Lenci |

## Phase finale
|  | Demi-finales       | Demi-finales       |                        |    | Finale             | Finale             |
|  | Demi-finales       | Demi-finales       |                        |    | Finale             | Finale             |
|  |                    |                    |                        |    |                    |                    |
|  | 23 juin 2018, Nuuk | 23 juin 2018, Nuuk |                        |    | 24 juin 2018, Nuuk | 24 juin 2018, Nuuk |
|  | 23 juin 2018, Nuuk | 23 juin 2018, Nuuk |                        |    | 24 juin 2018, Nuuk | 24 juin 2018, Nuuk |
|  | Argentine          | 39                 |                        |    | 24 juin 2018, Nuuk | 24 juin 2018, Nuuk |
|  | Argentine          | 39                 |                        |    | 24 juin 2018, Nuuk | 24 juin 2018, Nuuk |
|  | Groenland          | 17                 |                        |    | 24 juin 2018, Nuuk | 24 juin 2018, Nuuk |
|  | Groenland          | 17                 | Argentine              | 29 |                    |                    |
|  | 23 juin 2018, Nuuk |                    | Argentine              | 29 |                    |                    |
|  |                    | Brésil             | 24                     |    |                    |                    |
|  | Brésil             | Brésil             | 24                     | 32 |                    |                    |
|  | Brésil             |                    |                        | 32 |                    |                    |
|  | Chili              | 24                 |                        |    |                    |                    |
|  | Chili              | 24                 | Match pour la 3e place |    |                    |                    |
|  |                    |                    |                        |    |                    |                    |
|  | 24 juin 2018, Nuuk |                    |                        |    |                    |                    |
|  |                    |                    |                        |    |                    |                    |
|  | Groenland          | 36                 |                        |    |                    |                    |
|  | Groenland          | 36                 |                        |    |                    |                    |
|  | Chili              | 39ap               |                        |    |                    |                    |
|  | Chili              | 39ap               |                        |    |                    |                    |

### Demi-finales
| 23 Juin 18h00 | Chili        | 24 – 32 | Brésil    | Inussivik (en), Nuuk Affluence : 2 122 Arbitrage : López, Lenci |
| 23 Juin 18h00 | Ayala (en) 5 | (11–14) | Toledo 10 | Inussivik (en), Nuuk Affluence : 2 122 Arbitrage : López, Lenci |
| 23 Juin 18h00 | ×4 ×5 ×1     | Rapport | ×3        | Inussivik (en), Nuuk Affluence : 2 122 Arbitrage : López, Lenci |

| 23 Juin 20h15 | Argentine      | 39 – 17 | Groenland    | Inussivik (en), Nuuk Affluence : 2 460 Arbitrage : Lah, Sok |
| 23 Juin 20h15 | four players 5 | (17–8)  | Høegh (en) 3 | Inussivik (en), Nuuk Affluence : 2 460 Arbitrage : Lah, Sok |
| 23 Juin 20h15 | ×2 ×6          | Rapport | ×4 ×1        | Inussivik (en), Nuuk Affluence : 2 460 Arbitrage : Lah, Sok |

### Match pour la3eplace
| 24 Juin 14h00 | Groenland     | 36 – 39 (ap)   | Chili         | Inussivik (en), Nuuk Affluence : 2 420 Arbitrage : Gubica, Milošević |
| 24 Juin 14h00 | Høegh (en) 12 | (16–16, 31–31) | R. Salinas 12 | Inussivik (en), Nuuk Affluence : 2 420 Arbitrage : Gubica, Milošević |
| 24 Juin 14h00 | Prol. : 5–8   |                |               | Inussivik (en), Nuuk Affluence : 2 420 Arbitrage : Gubica, Milošević |
| 24 Juin 14h00 | ×1 ×4         | Rapport        | ×4 ×6         | Inussivik (en), Nuuk Affluence : 2 420 Arbitrage : Gubica, Milošević |

### Finale
| 24 Juin 16h00 | Argentine     | 29 – 24 | Brésil       | Inussivik (en), Nuuk Affluence : 1 730 Arbitrage : Lah, Sok |
| 24 Juin 16h00 | F. Pizarro 10 | (13–8)  | Dos Santos 7 | Inussivik (en), Nuuk Affluence : 1 730 Arbitrage : Lah, Sok |
| 24 Juin 16h00 | ×1 ×5         | Rapport | ×2 ×4        | Inussivik (en), Nuuk Affluence : 1 730 Arbitrage : Lah, Sok |

## Matchs de classement

### Match pour la9eplace
| 23 Juin 2018 12h00 | Pérou     | 26 – 33 | Colombie       | Inussivik, Nuuk Affluence : 222 Arbitrage : Alaufsen, Sørensen |
| 23 Juin 2018 12h00 | Buitrón 6 | (15–15) | S. Restrepo 11 | Inussivik, Nuuk Affluence : 222 Arbitrage : Alaufsen, Sørensen |
| 23 Juin 2018 12h00 | ×4 ×2     | Rapport | ×1 ×3          | Inussivik, Nuuk Affluence : 222 Arbitrage : Alaufsen, Sørensen |

### Matchs pour la5eplace
|  | Demi-finales de classement | Demi-finales de classement |                |    | Cinquième place    | Cinquième place    |
|  | Demi-finales de classement | Demi-finales de classement |                |    | Cinquième place    | Cinquième place    |
|  |                            |                            |                |    |                    |                    |
|  | 23 juin 2018, Nuuk         | 23 juin 2018, Nuuk         |                |    | 24 juin 2018, Nuuk | 24 juin 2018, Nuuk |
|  | 23 juin 2018, Nuuk         | 23 juin 2018, Nuuk         |                |    | 24 juin 2018, Nuuk | 24 juin 2018, Nuuk |
|  | Porto Rico                 | 26                         |                |    | 24 juin 2018, Nuuk | 24 juin 2018, Nuuk |
|  | Porto Rico                 | 26                         |                |    | 24 juin 2018, Nuuk | 24 juin 2018, Nuuk |
|  | Canada                     | 30                         |                |    | 24 juin 2018, Nuuk | 24 juin 2018, Nuuk |
|  | Canada                     | 30                         | Canada         | 29 |                    |                    |
|  | 23 juin 2018, Nuuk         |                            | Canada         | 29 |                    |                    |
|  |                            | Uruguay                    | 22             |    |                    |                    |
|  | Uruguay                    | Uruguay                    | 22             | 36 |                    |                    |
|  | Uruguay                    |                            |                | 36 |                    |                    |
|  | Guatemala                  | 15                         |                |    |                    |                    |
|  | Guatemala                  | 15                         | Septième place |    |                    |                    |
|  |                            |                            |                |    |                    |                    |
|  | 24 juin 2018, Nuuk         |                            |                |    |                    |                    |
|  |                            |                            |                |    |                    |                    |
|  | Porto Rico                 | 32                         |                |    |                    |                    |
|  | Porto Rico                 | 32                         |                |    |                    |                    |
|  | Guatemala                  | 20                         |                |    |                    |                    |
|  | Guatemala                  | 20                         |                |    |                    |                    |

#### Demi-finales de classement
| 23 Juin 2018 14h00 | Porto Rico | 26 – 30 | Canada    | Inussivik, Nuuk Affluence : 200 Arbitrage : Sosa, Lemes |
| 23 Juin 2018 14h00 | Hiraldo 10 | (14–14) | Mercier 8 | Inussivik, Nuuk Affluence : 200 Arbitrage : Sosa, Lemes |
| 23 Juin 2018 14h00 | ×3 ×2      | Rapport | ×1 ×2     | Inussivik, Nuuk Affluence : 200 Arbitrage : Sosa, Lemes |

| 23 Juin 2018 16h00 | Guatemala | 15 – 36 | Uruguay            | Inussivik, Nuuk Affluence : 400 Arbitrage : Rocha, Magalhães |
| 23 Juin 2018 16h00 | Herrera 4 | (7–17)  | Melián, Rostagno 6 | Inussivik, Nuuk Affluence : 400 Arbitrage : Rocha, Magalhães |
| 23 Juin 2018 16h00 | ×1 ×5     | Rapport | ×2                 | Inussivik, Nuuk Affluence : 400 Arbitrage : Rocha, Magalhães |

#### Match pour la7eplace
| 24 Juin 2018 10h00 | Guatemala           | 20 – 32 | Porto Rico                | Inussivik, Nuuk Affluence : 92 Arbitrage : Alaufsen, Sørensen |
| 24 Juin 2018 10h00 | Grijalva, Herrera 4 | (10–18) | Gutiérrez, P. Rodríguez 7 | Inussivik, Nuuk Affluence : 92 Arbitrage : Alaufsen, Sørensen |
| 24 Juin 2018 10h00 | ×1                  | Rapport | ×2 ×1                     | Inussivik, Nuuk Affluence : 92 Arbitrage : Alaufsen, Sørensen |

#### Match pour la5eplace
| 24 Juin 2018 12h00 | Uruguay | 22 – 29 | Canada             | Inussivik, Nuuk Affluence : 800 Arbitrage : Meneses, Pinto |
| 24 Juin 2018 12h00 | Fabra 4 | (9–14)  | Larouche, Touzel 5 | Inussivik, Nuuk Affluence : 800 Arbitrage : Meneses, Pinto |
| 24 Juin 2018 12h00 | ×3 ×5   | Rapport | ×2 ×5              | Inussivik, Nuuk Affluence : 800 Arbitrage : Meneses, Pinto |

## Classement final
| Rang                         | Équipe     | M | V | N | D |
| ---------------------------- | ---------- | - | - | - | - |
| Médaille d'or, Amérique      | Argentine  | 6 | 6 | 0 | 0 |
| Médaille d'argent, Amérique  | Brésil     | 7 | 6 | 0 | 1 |
| Médaille de bronze, Amérique | Chili      | 6 | 4 | 0 | 2 |
| 4                            | Groenland  | 7 | 4 | 0 | 3 |
| 5                            | Canada     | 7 | 4 | 0 | 3 |
| 6                            | Uruguay    | 7 | 4 | 0 | 3 |
| 7                            | Porto Rico | 6 | 3 | 0 | 3 |
| 8                            | Guatemala  | 6 | 1 | 0 | 5 |
| 9                            | Colombie   | 6 | 2 | 0 | 4 |
| 10                           | Pérou      | 5 | 0 | 0 | 5 |
| 11                           | Paraguay   | 5 | 0 | 0 | 5 |

L'Argentine, le Brésil et le Chili sont qualifiés pour le championnat du monde 2019.

## Statistiques et récompenses

### Meilleurs buteurs
- Meilleur buteur :  Fábio Chiuffa, 45 buts

### Équipe-type
L'équipe type est :
| Poste           | Joueur                    |
| --------------- | ------------------------- |
| Meilleur joueur | Henrique Teixeira (en)    |
| Gardien         | Isak Olsen                |
| Ailier droit    | Fábio Chiuffa             |
| Arrière droit   | José Toledo               |
| Demi-centre     | Sebastián Simonet         |
| Arrière gauche  | Thiagus dos Santos        |
| Ailier gauche   | Federico Gastón Fernández |
| Pivot           | Esteban Salinas (en)      |